# Beweging (sociologie)
Een beweging (Engels: movement) is een diffuus netwerk van mensen en organisaties die gezamenlijk een bepaald ideaal of een maatschappelijke verandering nastreven. Bekende sociale bewegingen uit de negentiende eeuw zijn de arbeidersbeweging, vrouwenbeweging, vredesbeweging, natuurbeschermingsbeweging en dierenbeschermingsbeweging; twintigste-eeuwste bewegingen zijn bijvoorbeeld de new agebeweging, de antikernenergiebeweging, de gehandicaptenbeweging en de studentenbeweging.
Het is niet altijd duidelijk wie onderdeel is van een beweging; men hoeft geen lid te zijn van een organisatie om bij te dragen aan de doelen van de beweging. In sommige gevallen beschouwen sociologen iemand als 'lid' van een beweging terwijl de persoon daar zelf heel anders over denkt. Zo nemen sommige vrouwen afstand van het feminisme, terwijl sociologen hen op grond van hun contacten, interesses en overtuigingen wel beschouwen als 'lid' van de feministische beweging. De 'leden' van een beweging hebben een gemeenschappelijk doel en gedeelde overtuigingen, al bestaat er binnen de beweging vaak variatie. 
Er bestaan diverse onderverdelingen van sociale bewegingen op grond van strategische en inhoudelijke kenmerken. Zo zijn er de zogenaamde instrumentele of reformistische bewegingen die met gematigde actievormen direct resultaat nastreven op nationaal-politiek niveau, al dan niet ondersteund door maatschappelijke acties. In Nederland zijn de FNV of de Stichting Natuur & Milieu hiervan voorbeelden. Voor dergelijke instituties wordt in de sociologie de term movement organization (Nederlands: bewegingsorganisatie) gebruikt. Daarnaast zijn er de subculturele bewegingen, zoals de op kleinschaligheid en leefgemeenschappen gerichte groepen. Ten slotte zijn er de zogenaamde tegenculturele of maatschappijkritische bewegingen die uit zijn op fundamentele veranderingen. Hiertoe kan ook het feminisme gerekend worden met als movement organization het tijdschrift Opzij. De meest radicale groepen passen ook hun actierepertoire aan, zoals is te zien bij Black Power, de Ziedende Bintjes en natuurbeschermers die zich vastketenen aan bomen.